# آروتيوبرول
آروتيوبرول (بالإنجليزية: Aurotioprol)‏ هو ملح ذهب [الإنجليزية] يُستعمل من مضادات الروماتزم.